# The Early November
The Early November ist eine von 1999 bis 2007, und seit 2011 wieder bestehende Indie-Rock-Band aus Hammonton, New Jersey. 

## Geschichte
Die Band wurde 2001 gegründet. Sie veröffentlichte 2002 ihre erste EP "For All Of This" und 2003 die Debüt-LP "The Room's Too Cold". Im Jahr 2006 folgte die umfangreiche Dreifach-Konzeptplatte „The Mother, the Mechanic, and the Path“. Die Aufnahme des 47 Titel umfassenden Albums dauerte über ein Jahr und gilt als eine der ehrgeizigeren Veröffentlichungen im Indie-Rock seiner Zeit. Von 2007 bis 2011 legte die Band eine Pause ein. Sie veröffentlichte 2012 und 2015 zwei weitere Alben über Rise Records, "In Currents" und "Imbue". „Fifteen Years“, das in den Formaten 2xLP-Vinyl und CD erhältlich ist, ist ein karriereübergreifender Rückblick der Band. Die 15 Songs stammen aus jeder einzelnen Veröffentlichung der Bandkarriere und noch einmal neu in einem reduzierten und akustischen Format aufgenommen. Frontmann Ace Enders hat das Album entwickelt, gemischt und gemastert.

## Diskografie

### Alben
- 2003: The Room's Too Cold
- 2006: The Mother, the Mechanic, and the Path
- 2012: In Currents
- 2015: Imbue
- 2017: Fifteen Years

### EPs
- 2002: For All of This
- 2005: The Acoustic EP
- 2005: The Early November / I Am the Avalanche

### Samplerbeiträge
- 2005: Punk Goes 80's: Power of Love (Cover von Huey Lewis & the News)
- 2006: The Mother, the Mechanic, and the Path: 5 Years
- Drive-Thru Records DVD: Just Enough, Open Eyes, Pretty Pretty
- Make Believe, For the Road, This Happens